# نارانجا (فلوریدا)
نارانجا (به انگلیسی: Naranja) یک منطقهٔ مسکونی در ایالات متحده آمریکا است که در شهرستان میامی-دید، فلوریدا واقع شده‌است. نارانجا ۴٫۳ کیلومتر مربع مساحت و ۸٬۳۰۳ نفر جمعیت دارد و ۲ متر بالاتر از سطح دریا واقع شده‌است.